# Paragalepsus gestri
Paragalepsus gestri es una especie de mantis de la familia Tarachodidae. Presenta las subespecies: Paragalepsus gestri gestri y Paragalepsus gestri vrydaghi.

## Distribución geográfica
Se encuentra en África.